# 鄭守東
郑守东（1961年4月—），男，中华人民共和国政治人物、軍事人物。2016年7月晋升少将军衔。

## 生平
歷任沈阳军区司令部军训部部长，第40集团军副军长，第80集团军参谋长，第72集团军军长，第80集团军军长等职。